# Amarsi basterà
Amarsi basterà è un singolo della cantante italiana Elodie contenuto nell'album Tutta colpa mia. È il suo primo duetto, in collaborazione con Zibba.

## Descrizione
La canzone è stata scritta da Zibba e da Dario Ciffo. Inoltre, la cantante ha commentato l'inedito, dicendo che:

## Tracce
1. Amarsi basterà – 3:18 (Zibba, Dario Ciffo)